# Krishna Palem
Krishna V. Palem (* 1957) ist ein indisch-US-amerikanischer Informatiker.
Palem erwarb seinen Master-Abschluss in Elektrotechnik und Informatik an der University of Texas at Austin 1981 und wurde dort 1986 promoviert. Er war von 1986 bis 1994 am Thomas J. Watson Research Center von IBM, wo er an probabilistischen Algorithmen und Optimierten Compilern arbeitete. Ab 1994 war er am Courant Institute of Mathematical Sciences of New York University, an dem er das Labor für Real-time Compilation Technologies and Instruction Level Parallelism (ReaCT-ILP) leitete, ab 1999 am Georgia Institute of Technology, wo er Professor wurde, und ab 2007 war er Professor an der Rice University.
Er war unter anderem Gastprofessor in Singapur und am Caltech. An der Nanyang University in Singapur gründete er 2007 das Institute for Sustainable Nanoelectronics (ISNE), dessen Direktor er ist. Am Courant Institute entstand zusammen mit der CAR Group von Hewlett-Packard Labs und der University of Illinois (Impact Project) das TRIMARAN System. Auch als Folge der Dissertation von Suren Talla am ReaCT-ILP Labor des Courant Institute wurden Softwaretools für den leichteren Entwurf konfigurierbarer Hardware eingebetteter Systeme entwickelt, vermarktet in der 2000 von Palem und anderen gegründeten Firma Proceler Inc. in Atlanta und deren Produkt Architecture Assembly.
Seit 2002 befasst er sich mit Prozessoren mit geringerem Energieverbrauch, wobei Abstriche an der Rechengenauigkeit in Kauf genommen werden (Probabilistic CMOS, PCMOS). In diesem Zusammenhang entwickelte sein Doktorand Lakshmi Chakrapani Probabilistic Boolean Logic (PBL).
2009 erhielt er den W. Wallace McDowell Award.